# Hillareds landskommun
Hillareds landskommun var en tidigare kommun i dåvarande Älvsborgs län.

## Administrativ historik
Den inrättades i Hillareds socken i Kinds härad i Västergötland när 1862 års kommunalförordningar trädde i kraft.
Vid Kommunreformen 1952 uppgick kommunen i Lysjö landskommun. När denna upplöstes 1971 uppgick denna del i Svenljunga kommun.

## Politik

### Mandatfördelning i Hillareds landskommun 1946
| 6 | 4 | 3 | 2 | 3 |

| 18 |